# Септиманія

Септиманія 537 року

Септиманія (фр. Septimanie, МФА: [sɛptimani]; окс. Septimània, МФА: [septiˈmanjɔ]; кат. Septimània, МФА: [səptiˈmaniə]) — історичний регіон на півдні Франції, у римські часи західна частина провінції Нарбонська Галлія.
462 року Септиманію захопили вестготи на чолі з Теодоріхом II. За вестготів її називали Галлією. Тоді її територія відповідала приблизно сучасному французькому регіону Лангедок-Русійон. У 720-их на деякий час Септиманію захопили маври з мусульманського Аль-Андалусу. Але потім франки відбили її. За франків її називали Готією або Готською маркою.
Септиманія залишалася маркою Каролінзької імперії та Західного Франкського королівства до XIII ст., хоча культурно й політично відрізнялася від північної Франції. Область перебувала під впливом Тулузького графства, Провансу та Каталонії. Вона входила до культурного та мовного регіону, який отримав назву Окситанія. Франція підкорила Септиманію під час Альбігойських хрестових походів, і відтоді вона входить до області, яку називають Лангедок.
Найбільші міста області — Нарбонн, Безьє, Каркассон.